# Académie de Villefranche et du Beaujolais
L'Académie de Villefranche et du Beaujolais est une société savante fondée en 1677, dont le siège est à Villefranche-sur-Saône

## Histoire
L’Académie de Villefranche et du Beaujolais fut fondée autour du juriste Alexandre Bessie du Peloux, puis érigée en Académie royale par lettres patentes du roi Louis XIV en 1695. Elle fut supprimée sous la Révolution en application de la loi du 8 août 1793. En 1899, elle renaît sous le nom de « Société des Sciences et Arts du Beaujolais », et en 1930, elle prend le nom de « Société des Sciences, Arts et Belles-Lettres du Beaujolais ». Le 21 novembre 1964, elle reprend son ancien nom d’« Académie de Villefranche et du Beaujolais ».

## Buts de l’Académie
L’Académie de Villefranche et du Beaujolais travaille à valoriser la connaissance, la sauvegarde et la restauration du patrimoine (littéraire, artistique, monumental) du Beaujolais. Elle a également pour mission de préserver la mémoire de celles et ceux qui l’ont illustrée.

## Activités
- Une conférence publique mensuelle avec entrée libre (de 120 à 220 auditeurs), le 2e samedi du mois à 16h à l’Auditorium.
- Des séances privées pour les membres titulaires.
- Des permanences le mercredi et le samedi de 10h à 12h, au siège, au 1er étage.
- Des commissions de travail.
- Un bulletin annuel Chroniques du pays beaujolais (tirage : 450 exemplaires).
- Une lettre trimestrielle de liaison entre ses membres qui est également diffusée à tous ceux et celles qui, par leurs fonctions, ont régionalement une responsabilité dans les domaines de la culture et de la communication.
- Une documentation écrite et informatique considérable sur Villefranche et le Beaujolais, documentation en constant développement et à laquelle, suivant les questions étudiées, s’ajoutent bibliothèques, connaissances et travaux personnels des académiciens. Plusieurs membres particulièrement compétents sur le plan du patrimoine apportent leur concours : architectes des Bâtiments de France et des Monuments Historiques, conservateurs des archives, universitaires et professeurs d’histoire, etc.

- Dans le cadre de la célébration du bicentenaire de Claude Bernard, l'Académie organise un colloque qui se déroulera le samedi 13 octobre 2013 sur le thème Claude Bernard en son pays beaujolais.

## Liaisons
- L’Académie de Villefranche fait partie de la Conférence nationale des académies des sciences, lettres et arts sous l’égide de l’Institut de France.
- Elle est membre fondatrice de l’Union des sociétés historiques du Rhône.
- Plusieurs de ses membres sont correspondants du Pré-inventaire.